# Provinzialstraße Elberfeld–Hitdorf
Die Provinzialstraße Elberfeld–Hitdorf war eine klassifizierte Straße der preußischen Provinzverwaltung Rheinprovinz. Die Provinzialstraße führte von der bis 1929 selbstständigen Stadt Elberfeld (heute Stadtteil von Wuppertal) bis nach Hitdorf (heute Stadtteil von Leverkusen) am Rhein. Von dort gab es Fährverbindungen nach Köln, so dass die Straße auch die Verbindung nach Köln darstellte.
Zum Teil folgt die Straße noch älteren Hohl- und Verkehrswegen. So ist beispielsweise die Wuppertaler Kölner Straße als historischer Hohlweg belegt.
Die Trasse der Provinzialstraße ist insofern historisch bedeutsam, als sie die Wirtschaft der bergischen Region mit dem vor dem Eisenbahnbau sehr wichtigen Rheinhafen in Hitdorf verband.
Über diesen Hafen fand ein großer Teil der bergischen Manufaktur-Produkte seinen Absatz in Richtung Westen.
Heute sind große Teile der Straße als Landesstraße 427 und Bundesstraße 229 klassifiziert.

## Verlauf
Wuppertal
Im heutigen Gebiet Wuppertals beginnt die Straße auf dem Wall, führt über die Wupperbrücke Isländer Brücke in Richtung Süden. Dort setzte sich die Provinzialstraße auf der Straße Johannisberg (damals ein Hohlweg, an dem die Ortslage Am Hohlenweg lag) und der Kölner Straße fort, daher erklärt sich auch der Name dieser nach Köln führenden Straße. Der weitere Verlauf ging über Steinbeck, die Cronenberger Straße, die zu der damaligen Zeit selbstständigen Gemeinde Cronenberg führte, und die Hahnerberger Straße. Die Hauptstraße durchquert den historischen Ortskern Cronenbergs und geht in die Solinger Straße nach Solingen über. Die Wupper sowie die Stadtgrenze wurde an der Kohlfurther Brücke überquert.
Solingen
In Solingen verlaufen die heutigen Straßen Kohlfurther Brücke, Stöcken und Cronenberger Straße zum dortigen Stadtkern auf der alten Provinzialstraße. In Richtung Köln folgen weiter die Kölner Straße, dann schließt die heutige Bundesstraße 229 (Grünewalder Straße, Neuenhofer Straße, Neuenkamper Straße, Aufderhöher Straße, Landwehrstraße) an
Langenfeld
Auch in Langerfeld gibt die Bundesstraße 229 zunächst die Trasse vor. Von der Solinger Stadtgrenze sind es die Elberfelder Straße, Hardt und Solinger Straße zum Immigrather Ortskern. In Immigrath ist die Fußgängerzone der Solinger Straße Teil der Trasse. Sie führt anschließend weiter durch Ganspohl und dem Langenfelder Ortskern entlang der Hauptstraße und Hitdorfer Straße nach Süden.
Leverkusen
Der Endpunkt der Provinzialstraße ist in Hitdorf erreicht.